# Ukraiinka, Krînîcikî
Ukraiinka (în ucraineană Українка) este o comună în raionul Krînîcikî, regiunea Dnipropetrovsk, Ucraina, formată numai din satul de reședință.

## Demografie
Componența lingvistică a satului Ukraiinka
     Ucraineană (90,88%)
     Rusă (6,72%)
     Alte limbi (0,92%)
Conform recensământului din 2001, majoritatea populației satului Ukraiinka era vorbitoare de ucraineană (90,88%), existând în minoritate și vorbitori de rusă (6,72%) și armeană (1,49%).